# Hotchkiss M1873
Hotchkiss M1873 – francuska armata pięciolufowa kalibru 37 mm, o zasadzie działania analogicznej do kartaczownicy Gatlinga. Działo zaprojektowane początkowo jako działo polowe, ale najczęściej używane było jako uzbrojenie okrętów. Działo Hotchkiss M1873 było szeroko stosowane w ostatnim dwudziestoleciu XIX wieku przez marynarki wojenne i oddziały piechoty morskiej.
Według innych źródeł, w wersji morskiej działo nie nosiło oficjalnego oznaczenia modelu, a pierwsze jego plany pochodziły z 8 września 1877 roku. We Francji było nazwane: „canon revolver de 37 mm” a w literaturze anglojęzycznej znane jest jako „Hotchkiss revolving cannon”, stąd często w języku polskim jest nazywane niepoprawnie działkiem rewolwerowym.
Działo Hotchkiss M1873 posiadało pięć luf umieszczonych wokół wspólnej osi. Wiązka luf była obracana przy pomocy korby. Podczas obrotu następowały kolejne etapy cyklu pracy broni. Broń zasilano przy pomocy naboi zespolonych. Z łuską zespolony był pocisk o masie 455 g. Naboje były podawane z magazynka pojedynczo lub 10 nabojami jednocześnie. Maksymalna szybkostrzelność sięgała 80 strz./min. Długość lufy wynosiła 740 mm – 20 kalibrów (L/20). Całkowita długość broni wynosiła 1180 mm, a masa 210 kg.
Na bazie tej broni opracowano powiększoną armatę wielolufową kalibru 47 mm Hotchkiss M1879.